# Bathlur, Bangarapet
Bathlur là một làng thuộc tehsil Bangarapet, huyện Kolar, bang Karnataka, Ấn Độ.